# 明朝太子三少
明朝太子三少，即明朝的太子少師、太子少傅、太子少保三职的合称，正二品。最初负责掌奉皇太子以觀三公的道德而教諭等事，為東宮輔臣。后為虛銜。

## 概述
明朝太子三少為無定員，無專授。洪武元年（1368年），因為明太祖朱元璋經常因事親征，考慮皇太子監國時，再設官僚制度，會生嫌隙，於是命朝廷命臣兼顧東宮職務：李善長兼太子少師，徐達兼太子少傅，常遇春兼太子少保。洪武三年（1370年），禮部尚書陶凱請選人專任東宮官，於是朱元璋罷免兼領，另選輔導。於是東宮師傅止為兼官、加官及贈官。唯一的特例是永乐年間，明成祖遷都北京，命姚廣孝專任太子少師，留輔太子朱高熾。從此以後直至明末，太子三少全部為虛銜，與輔導太子的職責無關。